# Obwód BCh Brzozów
Obwód BCh Brzozów (noszący nr 4, kryptonim Bez) – obwód należący do Podokręgu Rzeszów Okręgu Kraków Batalionów Chłopskich, odpowiadający terytorialnie powiatowi brzozowskiemu.
Kryptonim obwodu został przydzielony na początku 1943.
Pierwszym komendantem Straży Chłopskiej został mianowany Władysław Sowa Szary. Zorganizował on dwie komendy gminne: w gminie Nozdrzec (kom. Andrzej Krupa Drzymała) i gminie Domaradz (kom. Stanisław Anioł). Jednak z powodu dużej ilości ludności ukraińskiej organizacja obwodu posuwała się bardzo wolno. W związku z tym w końcu 1941 dowództwo objął Józef Banat Warski. W 1942 nastąpiły masowe aresztowania, i działalność obwodu została sparaliżowana na kilka miesięcy. Pod koniec 1942 dowództwo okręgu objął Andrzej Krupa Drzymała.
Kolejne zmiany w dowództwie nastąpiły w 1943. Komendantem obwodu mianowany został Wojciech Dudek Olsza, który przeszedł wraz z całą kompanią do SCh z Armii Krajowej. Andrzej Krupa został mianowany zastępcą komendanta, szefem propagandy i wywiadu Jan Pyra Gbur (w okresie scaleniowym objął dowództwo Ludowej Straży Bezpieczeństwa w obwodzie).
Ujawnienie się członków BCh w tym obwodzie odbyło się od 26 września 1945, na podstawie rozkazu Komendy Głównej BCh z 19 września 1945.

## Literatura
- Weronika Wilbik-Jagusztynowa: "Bataliony Chłopskie na Rzeszowszczyźnie. Dokumenty, relacje, wspomnienia", Warszawa 1973